# Bring Citymail
Bring Citymail AB er en svensk postvirksomhed i form af et aktieselskab ejet af Posten Norge, der har været aktiv i Sverige siden 1991, og som i perioden fra 2007 til 2009 også var aktiv i Danmark. Bring Citymail har omkring 1.500 ansatte og deler hovedsagelig post ud i større byer i Skåne og Mälardalen samt i Uppsala og på Gotland. Virksomheden blev etableret i 1991 af Bror Anders Månsson som et alternativ til det statslige monopol. Oprindeligt hed virksomheden bare Citymail, men i 2008 blev det integreret i den norske logistikkoncern Bring med det nuværende navn – Bring Citymail.
Bring Citymail har specialiseret sig i at udbringe postforsendelser som breve og magasiner for større erhvervskunder til både erhverv og private modtagere. En privat modtager i Bring Citymails uddelingsområde modtager post hver tredje dag.